# Josipa Lisac
Josipa Lisac, née le 14 février 1950 à Zagreb, en ex-Yougoslavie, actuelle Croatie, est depuis plus de 40 ans, une célèbre chanteuse croate. Elle commence sa carrière, dans les années 1960, en tant vocaliste du groupe Zlatni Akordi. Son premier album, Dnevnik jedne ljubavi (en), enregistré en 1973, est un succès immédiat, la rendant célèbre. Il est considéré comme un album de légende dans son pays.

## Discographie (sélection)
- 1973 : Dnevnik jedne ljubavi (en)
- 1974 : Najveći uspjesi '68./ '73. (en)
- 1975 : Gubec-Beg
- 1976 : Josipa Lisac & B.P. Convention Big Band International
- 1979 : Made in USA
- 1980 : Hir, hir, hir (en)
- 1982 : Lisica
- 1983 : Hoću samo tebe
- 1987 : Boginja
- 1987 : Balade
- 1991 : ''Live in Lap
- 1992 : Čestit Božić
- 1993 : Ritam kiše
- 1995 : Koncert u čast Karla Metikoša
- 1997 : Antologija (Volume I à VIII)
- 1998 : The Best of
- 2000 : Život
- 2000 : Live
- 2002 : Live in Concert
- 2007 : Koncert ljubavi u čast Karla Metikoša
- 2009 : Živim po svome (en)

## Source de la traduction
- (en) Cet article est partiellement ou en totalité issu de l’article de Wikipédia en anglais intitulé « Josipa Lisac » (voir la liste des auteurs).